# Mamenchisaurus

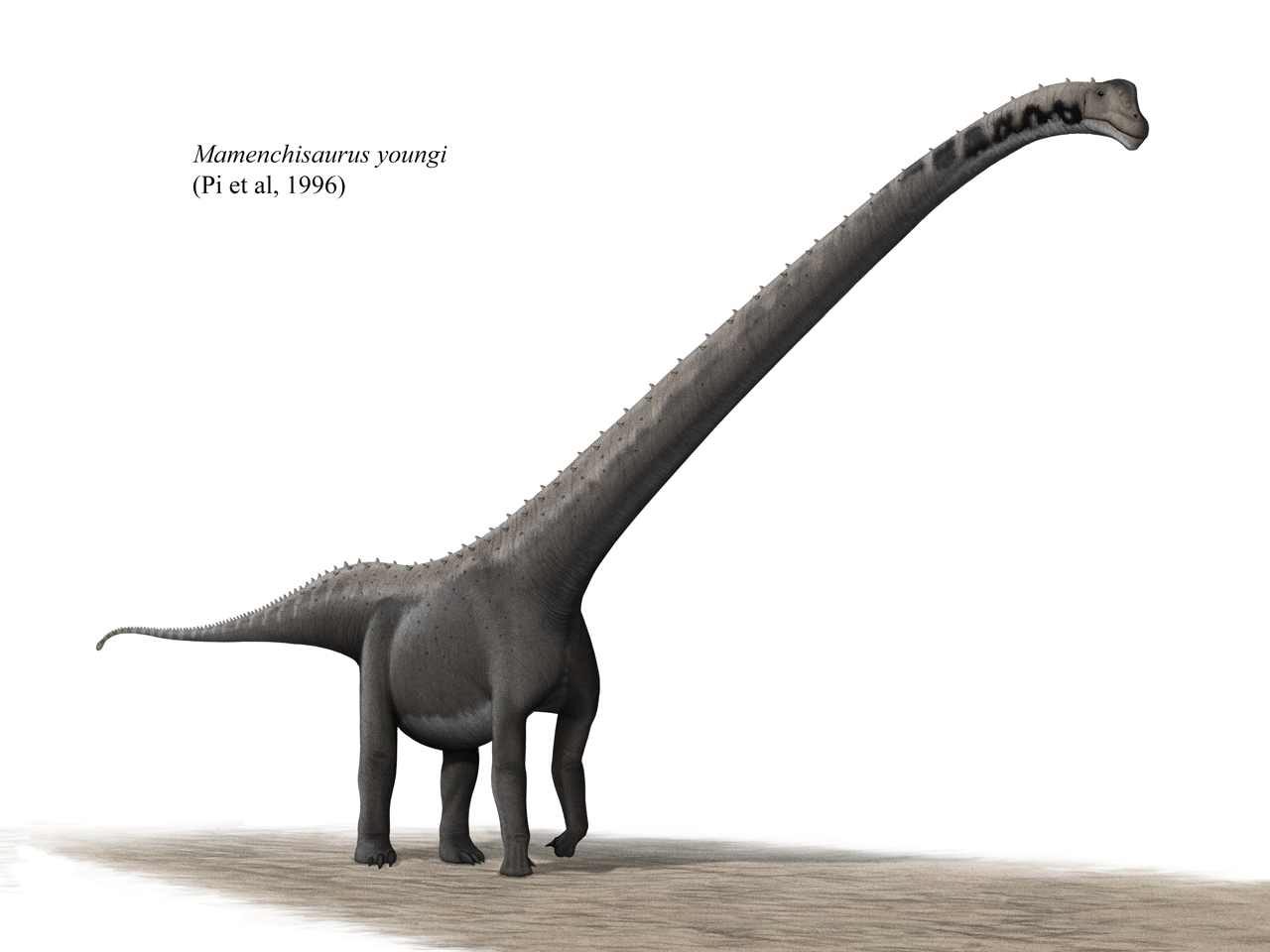
Künstlerische Lebenddarstellung von Mamenchisaurus youngi

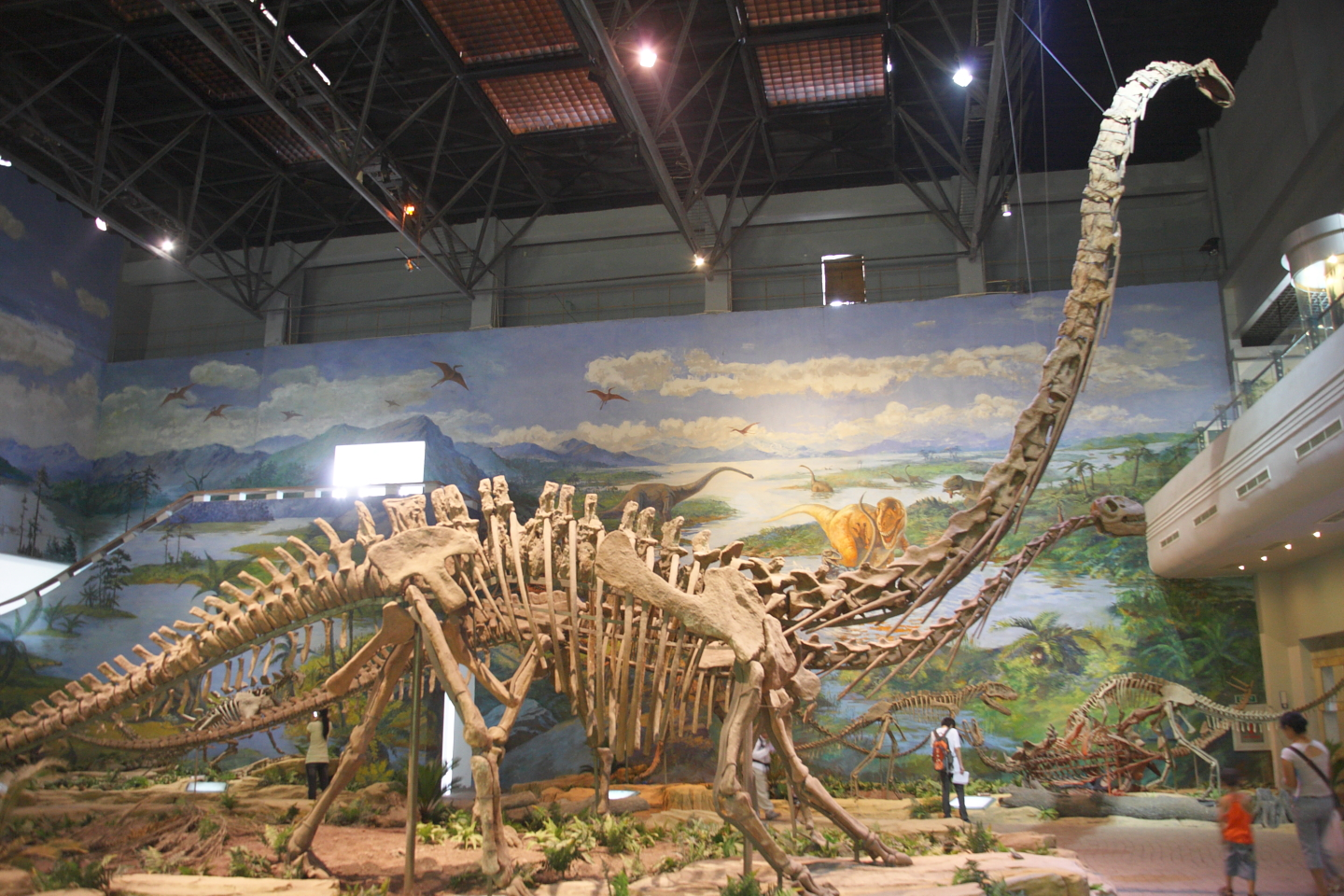
Skelettrekonstruktion von Mamenchisaurus youngi im Zigong Museum

 Mamenchisaurus  ist eine Gattung sauropoder Dinosaurier, die während des Oberjura in China lebte. In der Öffentlichkeit bekannt ist Mamenchisaurus insbesondere wegen des extrem langen Halses, der die Hälfte der Gesamtlänge des Tieres ausmachte und aus bis zu 19 Halswirbeln bestand, mehr als bei jedem anderen Sauropoden.
Der erste Fund, ein Teilskelett ohne Schädel, wurde im Jahr 1952 auf einer Straßenbaustelle in der Provinz Sichuan entdeckt und 1954 von dem berühmten chinesischen Paläontologen C. C. Yong als Mamenchisaurus constructus beschrieben. Seither wurden zahlreiche weitere Funde beschrieben – die meisten Studien unterscheiden derzeit insgesamt sechs Arten.

## Namensgebung
Der Name Mamenchisaurus (Mǎménxī 马门溪, von 马 Mǎ (Pferd), 门 mén (Tor) und 溪 xī (Strom, Bach)) ist eine falsche Schreibweise von Mǎmíngxī (马鸣溪), einer Flussfähre am Fluss Jinsha Jiang (金沙江) nahe Yibin (宜宾) in Sichuan, die in der Nähe der Baustelle liegt, wo das erste Skelett entdeckt wurde.

## Merkmale
Mamenchisaurus war ein großer Vertreter der Sauropoden. Während die nur durch ein einziges Skelett bekannte Typusart Mamenchisaurus constructus auf 13 Meter Gesamtlänge geschätzt wird, wurde Mamenchisaurus hochuanensis vermutlich deutlich größer; so maß das größte entdeckte Exemplar dieser Art schätzungsweise 22 Meter Länge. Gewichtsschätzungen dieses Exemplars variieren je nach Studie zwischen 14,3 und 18,17 Tonnen. Mamenchisaurus sinocanadorum und Mamenchisaurus jingyanensis könnten bis zu 26 Meter lang geworden sein – diese Arten sind jedoch nur durch sehr fragmentarische Skelette überliefert.
Ein vollständiger Schädel ist nur von der Art Mamenchisaurus youngi bekannt. Dieser Schädel war im Verhältnis zum Körper extrem klein – inklusive Unterkiefer maß er 51,0 cm Länge, 19,8 cm Breite und 40,1 cm Höhe, bei einer Halslänge von knapp 6 Metern. Die Hirnhöhle dieses Schädels zeigte ein Volumen von nur etwa 60 Milliliter. Insgesamt ähnelte der Schädel dem des Camarasaurus, war jedoch dünner und länger. Gut ausgeprägte Skleralringe um den Augen verweisen auf einen guten Sehsinn. Der Unterkiefer war an der Front (Symphyse) relativ tief und zeigte seitlich eine kleine Öffnung (externes Mandibularfenster) – diese Öffnung war bei allen anderen Sauropoden außer Shunosaurus geschlossen. Die meißelartigen Zähne standen eng zueinander. Im Oberkiefer waren auf jeder Seite zwischen 14 und 18 Zähne, im vor dem Oberkiefer befindlichen Prämaxillare 4 Zähne vorhanden. Der Unterkiefer derweil enthielt je Seite zwischen 18 und 24 Zähne.
Die Wirbelsäule setzte sich aus 18 bis 19 Halswirbeln, 12 Rückenwirbeln, 4 bis 5 Kreuzbeinwirbeln sowie über 50 Schwanzwirbeln zusammen. Der Hals gehörte zu den verhältnismäßig längsten aller Sauropoden und war mehr als drei Mal so lang wie der Rumpf, beim größten bekannten Exemplar von Mamenchisaurus hochuanensis maß der Hals über 9,8 Meter Länge, bei Mamenchisaurus sinocanadorum erreichte er sogar eine Länge von mehr als 14 Meter. Lediglich die Überreste der verwandten Gattung Omeisaurus lassen einen im Verhältnis zur Gesamtlänge ähnlich langen Hals vermuten. Die Halswirbel zeichneten sich durch sehr lange Halsrippen aus, die entlang der Halswirbelsäule nach unten verliefen und bei Mamenchisaurus sinocanadorum eine Länge von bis zu 4,1 Meter erreichten. Ob Mamenchisaurus seinen Hals lediglich waagerecht hielt oder in der Lage war, ihn giraffenartig aufzurichten, um in größeren Höhen weiden zu können, ist umstritten. Eine jüngere biomechanische Studie bemerkt jedoch, dass der Hals aufgrund der sehr langen Halsrippen zu unbeweglich war, um ihn aufzurichten – anders als bei Vertretern der Diplodocidae, deren Hals deutlich beweglicher war und möglicherweise ein Aufrichten erlaubte. In anderen Merkmalen glich die Wirbelsäule der der Diplodocidae: So waren die Dornfortsätze der hinteren Hals- und vorderen Rückenwirbel gegabelt; außerdem trugen die mittleren Schwanzwirbel typische doppelbalken-artige Chevron-Knochen.
Die vor dem Kreuzbein gelegenen Wirbel waren opisthocoel, das heißt auf der Vorderseite konvex und auf der Hinterseite konkav. Die körpernahen Schwanzwirbel zeigten dagegen die umgekehrte Konstellation (procoel – an der Vorderseite konkav und an der Hinterseite konvex), während die mittleren Schwanzwirbel amphiplat (an Vorder- und Hinterseite flach) waren. Weitere, für die Abgrenzung der Gattung relevante Merkmale finden sich auch im Schultergürtel und den Extremitäten: So war das schaufelartige untere Ende des Schulterblatts vergrößert, der gesamte Knochen war länger als der Oberschenkelknochen. Das Brustbein war klein und annähernd rund. Das Längenverhältnis zwischen Vorder- und Hinterbein betrug etwa 3/4 zu 4/5, sowohl Vorder- aus auch Hinterfüße waren im Verhältnis klein.

## Systematik

### Äußere Systematik
Die systematische Einordnung von Mamenchisaurus ist umstritten. John McIntosh (1990) hielt die Gattung für einen Vertreter der Diplodocidae, basierend auf den doppelbalken-artigen Chevron-Knochen, den gegabelten Dornfortsätzen und den procoelen Schwanzwirbeln. Später stellte sich allerdings heraus, dass diese Merkmale nicht ausschließlich bei Vertretern der Diplodocidae, sondern auch bei vielen anderen Sauropodengruppen zu finden sind. Paul Upchurch (1995, 1998, 1999) ordnete Mamenchisaurus dagegen der Euhelopodidae zu – diese Gruppierung gilt heute als paraphyletisch, da Euhelopus nur entfernt mit Mamenchisaurus verwandt ist.
Heute gilt Mamenchisaurus als ein ursprünglicher Vertreter der Eusauropoda, dem allerdings wichtige Merkmale der fortgeschritteneren Sauropoden (Neosauropoda) fehlten und der somit außerhalb der Neosauropoda steht. Häufig wird Mamenchisaurus zusammen mit vermutlich nahe verwandten Formen innerhalb einer Mamenchisauridae genannten Gruppe eingeordnet. Welche Gattungen neben Mamenchisaurus dieser Gruppe zuzuordnen sind, ist allerdings umstritten – häufig werden jedoch die Gattungen Chuanjiesaurus, Eomamenchisaurus, Tienshanosaurus, Tonganosaurus, Omeisaurus und Yuanmousaurus in diese Gruppe gestellt.

### Innere Systematik
Paul Upchurch (2004) bemerkt, dass die innere Systematik von Mamenchisaurus sehr verwirrend sei und die Gattung einer Revision bedarf. So seien viele als Mamenchisaurus bezeichnete Funde nicht sicher dieser Gattung zuzuordnen (Papierkorb-Taxon).
Derzeit werden sechs Arten anerkannt; einige Studien führen mit Mamenchisaurus fuxiensis eine mögliche siebte Art auf, deren Status jedoch unklar ist.
- Mamenchisaurus constructus Young, 1954: Die Typusart basiert auf einem einzigen, unvollständigen Skelett, dem Schädel, Schultergürtel und Vorderbeine fehlen und das zu einem etwa 13 Meter langen Exemplar gehörte. Das Skelett stammt aus der Shangshaximiao-Formation von Yibin in Sichuan.[8]
- Mamenchisaurus hochuanensis Young & Zhao, 1972: Diese Art ist bisher durch mindestens fünf Skelette bekannt, eines dieser Exemplare schließt Reste des Schädels mit ein. Ein vollständig überlieferter Hals besteht aus 19 Halswirbeln[24]. Das größte Exemplar wird auf eine Länge von 22 Meter geschätzt. Die Skelette stammen aus der Shangshaximiao-Formation von Hechuan und Zigong in Sichuan sowie aus der Hengtang-Formation von Yongdeng in Gansu.[8]
- Mamenchisaurus sinocanadorum Russell & Zheng, 1994: Eine sehr große Art, die lediglich durch eine Halswirbelserie mit unvollständigem Schädel bekannt ist, die aus der Shishugou-Formation von Jungger in Xinjiang stammt.[8]
- Mamenchisaurus youngi Pi, Ouyang & Ye, 1996: Von dieser Art ist ein einziges, aber nahezu vollständiges Skelett mit vollständigem Schädel bekannt. Dieses Exemplar wird auf eine Länge von 16 Meter geschätzt. Es stammt aus der Shangshaximiao-Formation von Zigong in Sichuan.[8]
- Memenchisaurus anyuensis He et al., 1996: Bekannt sind ein relativ vollständiges und vier unvollständige Skelette, die auf Längen von ungefähr 21 bis 23 Meter geschätzt werden. Diese Funde stammen aus der Penglaizheng-Formation von Anyue in Sichuan.[8]
- Mamenchisaurus jingyanensis Zhang, Li & Zeng, 1998: Diese Art ist durch drei unvollständige Skelette bekannt – eines dieser Skelette umfasst einen unvollständigen Schädel. Die Länge dieser Exemplare wird auf 20 bis 26 Meter geschätzt. Die Funde stammen aus der Shangshaximiao-Formation von Jingyan in Sichuan.[8]
- Mamenchisaurus fuxiensis (Hou, Zhao, & Chao, 1976): Diese problematische Art wurde ursprünglich als eigenständige Gattung beschrieben – Zigongosaurus. Möglicherweise handelt es sich jedoch um eine Art von Omeisaurus oder von Mamenchisaurus. Der einzige Fund besteht aus verschiedenen, zusammenhanglosen Knochen, die aus der Shangshaximiao-Formation von Zigong in Sichuan stammen.[8]

## Belege